# Вулиця Саперне Поле
Ву́лиця Сапе́рне По́ле — вулиця в Печерському районі міста Києва, місцевість Саперне поле. Пролягає від вулиці Іоанна Павла II до кінця забудови (заключний відтинок вулиці має форму кільця).
Прилучаються вулиці Ковпака, Василя Тютюнника і Академіка Філатова.

## Історія
Вулиця відома з 1-ї чверті XX століття під сучасною назвою (згадується в документах 1916, 1924 та інших років, назва вулиці походить від розташованих у цій місцевості бараків та городів саперного батальйону). У 1980-х роках більшу частину вулиці, спочатку вузької, звивистої та без дорожнього покриття, переплановано і перебудовано.